# قفل الصياد (ذمار)
قفل الصياد هي إحدى قرى الجمهورية اليمنية. تتبع جغرافيا لمحافظة ذمار وإداريًا لمديرية عنس. يبلغ تعداد سكانها 3053 نسمة حسب الإحصاء الذي أجري عام 2004.